# Fouras
Fouras là một xã trong tỉnh Charente-Maritime trong vùng Nouvelle-Aquitaine, tây nam nước Pháp. Xã Fouras nằm ở khu vực có độ cao trung bình mét từ 0-21 mét trên mặt nước biển. Xã nằm ở phía nam La Rochelle.

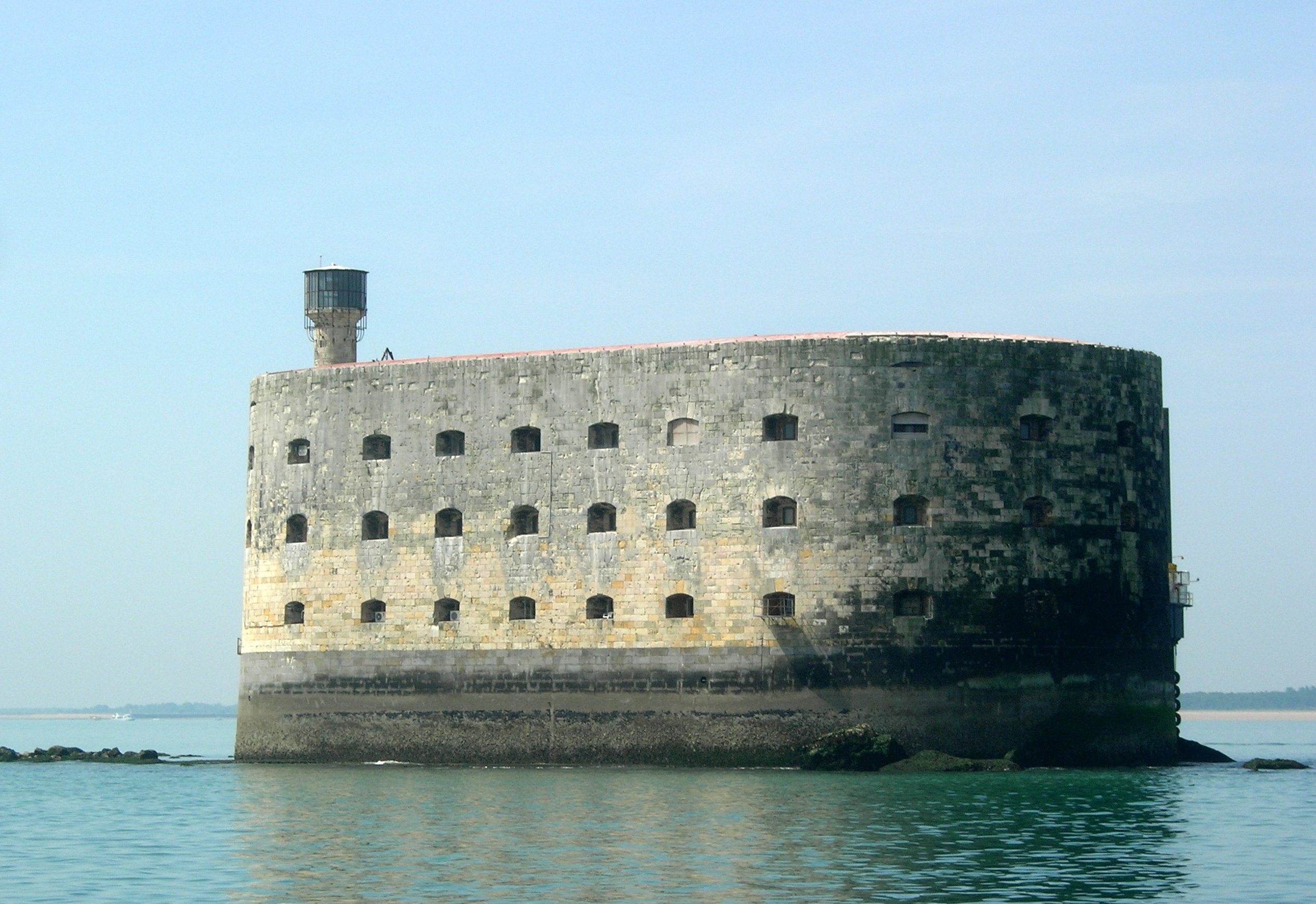
Pháo đài Boyard

Fouras nằm trên một bán đảo. Fouras giáp với năm bãi biển và rừng "Bois Vert".